# 게르만 영웅전설
게르만 영웅전설(독일어: germanische Heldensage)은 게르만어파 언어를 구사하는 게르만족 사이에서 구전되고 채록되어 형성된 영웅담 전통이다. 특히 게르만족의 대이동 시대(기원후 4-6세기)에 발생했거나 그 시대를 배경으로 삼는 것을 일컫는다. 게르만 신화와 함께 게르만 설화의 한 장르를 이룬다.
주된 배경은 앵글로색슨 잉글랜드, 중세 스칸디나비아, 중세 독일이다. 대부분의 작품이 게르만 영웅시(영어: germanische Heldendichtung)의 형태를 가진다. 그보다 짧은 것은 영웅가(독일어: Heldenlied), 긴 것은 영웅서사(독일어: Heldenepik)라고 한다. 중세 초기에 굉장히 다양한 영웅담이 노래되고 전해졌으나, 중세 성기에 들어서 문서로 채록되어 지금까지 전해지는 것은 그 가운데 소수에 불과한 것으로 여겨진다. 예컨대 잉글랜드에서는 『베오울프』 한 편밖에 남지 않았다. 현존하는 게르만 영웅담 가운데 가장 오래된 것은 『힐데브란트의 노래』(800년경 작품)다. 한편, 북게르만족의 영웅담은 포르날다르 사가의 형태로 비교적 잘 보존되었다.
현재까지 보존된 게르만 영웅전설은 대부분 고트인과 부르군트인에게서 유래되었다. 이 장르의 양대 주인공은 디트리히 폰 베른과 지크프리트라고 할 수 있는데, 디트리히는 동고트 왕국의 테오도리쿠스 대왕이 신화화된 존재이고, 지크프리트 이야기는 부르군트 제1왕국이 훈족의 아틸라에게 멸망한 이야기를 배경으로 삼고 있다. 
잉글랜드의 게르만 영웅전설은 노르만인의 잉글랜드 정복 이후 명맥이 끊기고 로망스 무훈시로 대체되었다. 하지만 독일에서는 17세기까지 영웅전설의 전통이 살아남아 이 장르의 최고 대표작인 『니벨룽의 노래』(1200년경 작품)를 생산해냈다. 스칸디나비아에서는 20세기까지 발라드의 형태로 전통이 지속되었다. 18세기 후기에서 19세기 초기에 국민낭만주의 조류 하에 영웅전설들이 재발굴되었고, 리하르트 바그너의 『니벨룽의 반지』와 같이 당대의 각색과 변용이 이루어졌다. J. R. R. 톨킨의 『반지의 제왕』과 같은 하이 판타지도 게르만 영웅전설의 근현대적 변용이라는 맥락의 연장선상에 있다.